# Vicatia coniifolia
Vicatia coniifolia är en flockblommig växtart som beskrevs av Dc. Vicatia coniifolia ingår i släktet Vicatia och familjen flockblommiga växter. Inga underarter finns listade i Catalogue of Life.